# USS McCalla (DD-488)
Эскадренный миноносец «Мак-Калла» (англ. USS McCalla (DD-488)) — американский эсминец типа «Гливс». Назван в честь контр-адмирала ВМС США Боумена МакКалла. Заложен на верфи Federal Shipbuilding and Drydock Company в Кирни 15 сентября 1941 года. Спущен 20 марта 1942 года (крещён Мэри МакАртур), вступил в строй 27 мая 1942 года под командованием лейтенант-коммандера У. Дж. Купера.
Участник морских сражений на Тихоокеанском театре военных действий Второй мировой войны. 2 ноября 1942 года потопил японскую подводную лодку I-15 близ Соломоновых островов. Выведен в резерв 17 мая 1946 года. Из ВМС США исключён 7 июня 1949 года. 28 апреля 1949 года передан Турции, где 29 апреля 1949 года введен как эсминец (Muhrip) G.2 (позже D 23, D 345) «Giresun». Исключен в 1975 году и разобран на слом.

## Служба

### 1942
19 июля 1942 года «МакКалла» приступила к выполнению первого боевого задания — сопроводить конвой из Кейп-Мэй (штат Нью-Джерси) в Нью-Йорк. 3 августа прибыла в Норфолк для начала патрулирования в Атлантике и охоты за подводными лодками. Через две недели она участвовала в сопровождении танкеров на Арубу, а затем направилась в южную часть Тихого океана, прибыв 28 сентября в Нумеа.
7 октября эсминец «МакКалла» присоединился к 64-й оперативной группе под командованием контр-адмирала Нормана Скотта, участвовавшей в битве за Соломоновы острова. «МакКалла» охраняла транспортные суда, которые доставляли припасы силам Корпуса морской пехоты США на Гуадалканале. 64-я оперативная группа получила приказ: искать и уничтожать любые вражеские суда (в том числе и десантные корабли). Патрулирование осуществлялось преимущественно к северу от острова. 11 и 13 октября ночью группой были обнаружены японские силы, шедшие у мыса Эсперанс под командованием контр-адмирала Аритомо Гото и перевозившие подкрепления. Завязался бой, в ходе которого был убит адмирал Гото, а японцы потеряли тяжёлый крейсер «Фурутака» и эсминец «Фубуки». Тяжёлый крейсер «Аоба» вынужден был отступить с тяжёлыми повреждениями. Во время спасения пострадавших, которое осуществлялось обеими сторонами, японцы потеряли два эсминца — «Нацугумо» и «Муракумо» — после авианалётов с базы Хендерсон-Филд. Американцы потеряли эсминец «Данкан», а крейсер «Бойсе» отступил в доки, получив повреждения. Экипаж эсминца «МакКалла» спас 195 человек с борта «Данкана» и схватил ещё троих японских моряков.
В ходе дальнейшего сражения за Гуадалканал «МакКалла» продолжила патрулирование и сбросила 2 ноября глубинные бомбы в зоне возможного действия подлодок, потопив субмарину I-15. 25 ноября у мыса Тассафаронга эсминец заметил группу десантных кораблей, двигавшихся вдоль пообережья, и обстрелял их, уничтожив 40 японских кораблей.

### 1943
В первой половине 1943 года «МакКалла» прошла Фиджи, Новые Гебриды и Соломоновы острова, выполняя задания по патрулированию против подводных лодок, охрану и сопровоождение конвоев. В конце июня началась кампания на островах Нью-Джорджия, и «МакКалла» отправилась из Эфате 26 июня для сопровождения транспортных кораблей к острову Рендова. 30 июня после высадки корабли подверглись авианалёту: в первой волне шли торпедоносцы, и транспорт «МакКоули» затонул после попадания торпеды. Из орудий «МакКаллы» были официально сбиты один торпедоносец и один пикирующий бомбардировщик (ещё два торпедоносца неофициально были записаны на счёт эсминца, а один пикирующий бомбардировщик, подбитый эсминцем, был добит другим кораблём). Были спасены 98 человек с борта «МакКоули».
К 5 июля «МакКалла» вернулась к островам Нью-Джорджия, чтобы прикрыть высадку рейдеров КМП в Райс-Анкоридж. 9 июля эсминец обстрелял аэродром Мунда на Соломоновых островах и затем вернулся к патрулированию и борьбе против подводных лодок. В конце сентября «МакКалла» столкнулась с эсминцем «Патерсон», получив сильные повреждения в носовой части, и вынуждена была встать на ремонт в заливе Пёрвис на острове Флорида, а затем и в доках Мэр-Айленд. Попутно корабль сумел принять на борт 868 человек с борта торпедированного транспорта SS Cape San Juan.

### 1944–1946
8 января 1944 года USS McCalla направилась в южную часть Тихого океана, а через месяц была в Махуро, откуда выходила для сопровождения кораблей, шедших на Маршалловы острова. 24 апреля эсминец вернулся в Перл-Харбор на учения авианосных групп и 30 мая был включён в 58-ю оперативную группу быстрых авианосцев. До конца октября корабль выполнял задачи по охранению авианосцев, участвуя в атаках на Марианские острова, Бонинские острова, Палау, Филиппины, Тайвань и Окинаву. 24 октября «МакКалла» вернулась к охране конвоев, в течение следующих 4 месяцев сопровождая транспорты между портами Улити, Эниветок, Пелельё, Манус и Лейте. В середине февраля 1945 года эсминец начал совершать походы на Филиппины с Лейте, в июне — в Нидерландскую Ост-Индию. В июле последний раз эсминец участвовал в военной операции, двинувшись в сторону западных Каролинских островов.
22 июля «МакКалла» отправилась в Портленд (Орегон), прибыв 9 августа для ремонта и вывода из состава флота. В конце января 1946 года она направилась в Чарльстон (Южная Каролина), где была выведена из состава флота 17 мая и переведена в Атлантический резервный флот. За службу удостоена 10 звёзд.

### Служба в ВМС Турции
11 декабря 1948 года эсминец «МакКалла» был выведен из состава ВМС США и подготовлен к передаче Турции. Вместе с турецким экипажем эсминец совершил несколько переходов по Атлантике, а затем весной 1949 года официально был передан Турции, войдя в состав турецкого флота 29 апреля 1949 года под именем «Гиресун» и обозначением TCG Giresun (D 345). В 1973 году разборан и пущен на слом.